# Teleca
Die Teleca AB mit Hauptsitz im schwedischen Malmö war ein Telekommunikationsdienstleister im Bereich Soft- und Hardware für Mobiltelefone.

## Geschichte
Im Jahr 2001 wurde das 1986 von Dan Olofsson gegründete IT-Beratungsunternehmen Sigma AB in drei Unternehmen aufgegliedert. Teleca AB übernahm den Geschäftsbereich „Embedded Solutions“ von Sigma AB. Die zwei weiteren Unternehmen Sigma AB (Firma blieb gleich) und Epsilon AB, die wiederum aus zwei Geschäftsbereichen der alten Sigma AB entstanden, „E-Solutions“ und „Engineering Solutions“, wurden zwischen den Anteilseignern aufgeteilt und gingen an die Stockholmer Börse. Nach dieser Aufteilung hatte die Teleca AB ca. 1.200 Mitarbeiter. Im Jahr 2002 schloss sich die Teleca AB mit AU-System zusammen und bildete eine der größten Consulting-Unternehmen Europas auf den Gebieten für fortschrittliche Technologien und Forschung und Entwicklung. Nach dem Zusammenschluss wurden in beiden Unternehmen ungefähr 2200 Mitarbeiter beschäftigt. Die Teleca AB unterzeichnete 2002 Auslagerungsvereinbarungen mit Ericsson für Forschung und Entwicklung in Frankreich und Norwegen. Ende 2003 beschäftigte die Gruppe schon mehr als 2700 Angestellte. Durch die Gründung eines neuen Standorts in Lodz 2004, wurde der Focus auch auf sogenannte Niedriglohnländer ausgerichtet. Teleca verkaufte eines seiner Tochterunternehmen Benemia, an Ångpanneföreningen. Gleichzeitig änderte sich die unternehmensinterne Struktur in Teleca Mobile und AU Systems. Teleca kaufte mit Telma Soft ein russisches Beraterunternehmen, das speziell auf die Entwicklung von Mobiltelefonsoftware ausgerichtet ist. 2007 wurde ein weiterer Standort in China gegründet und die Standorte in Russland und Polen vergrößert. Im Jahr 2008 startet das Unternehmen zusätzlich Aktivitäten in Indien und schließt die Niederlassung in Frankreich. Ende 2008 zeichnete sich eine Übernahme durch CayTel ab.
Aufgrund der Übernahme durch CayTel ist Teleca seit dem 2. März 2009 nicht mehr an der Börse gehandelt.
Der Standort Teleca Nürnberg wurde zum 1. April 2012 geschlossen.
Im Februar 2012 fusionierte Teleca mit dem im kalifornischen Palo Alto ansässigen Unternehmen Symphony Services zu Symphony Teleca.
Anfang 2015 wurde Teleca von Harman International Industries übernommen.

## Niederlassungen
- China (Peking, Chengdu)
- Deutschland (Bochum)
- Finnland (Espoo, Oulu, Seinäjoki, Tampere)
- Großbritannien (Winchester)
- Indien (Bangalore)
- Korea (Seoul)
- Polen (Lodz)
- Russland (Nischni Nowgorod)
- Schweden (Malmö, Göteborg)
- Vereinigte Staaten (Plano, Menlo Park)[7]